# Maria Lamas

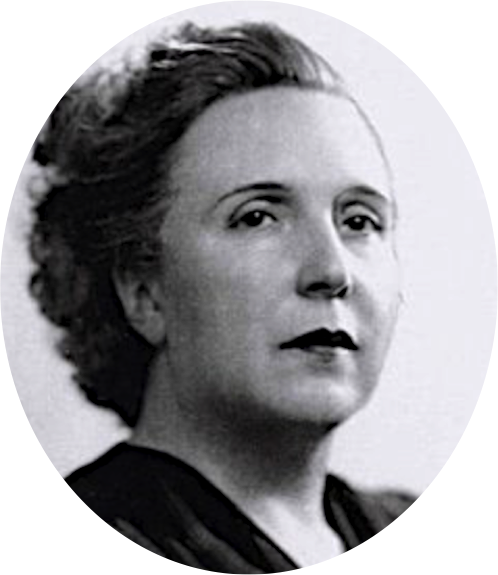
Maria Lamas, 1939

Maria Lamas, geborene Maria da Conceição Vassalo e Silva (* 6. Oktober 1893 in Torres Novas; † 6. Dezember 1983 in Lissabon) war eine portugiesische Autorin, Journalistin, Fotografin, Politikerin und Feministin.

## Leben
Lamas wurde in Torres Novas, Santarém in einer wohlhabenden Familie geboren. Ihr Vater war Freimaurer, während ihre Mutter eine fromme Katholikin war. Sie hatte zwei jüngere Schwestern und war die ältere Schwester von Manuel António Vassalo e Silva, dem letzten Gouverneur von Portugiesisch-Indien, und die Cousine der Kinderbuchautorin Alice Vieira und der Schriftstellerin und Verlegerin Maria Lúcia Vassalo Namorado. Sie besuchte die Primar- und Sekundarschule in Torres Novas und schloss die Sekundarstufe in einem von spanischen Nonnen geleiteten Internat ab, von dem ihr Vater sie entfernte, weil er befürchtete, dass sie eine religiöse Berufung entwickeln würde. Die Nonnen dürften nicht allzu enttäuscht gewesen sein; eine von ihnen wurde mit den Worten zitiert: „Ein Dämon ist hier weggegangen“. Im Alter von 17 Jahren, im Jahr 1911, heiratete sie Teófilo José Pignolet Ribeiro da Fonseca, einen Offizier der örtlichen Kavallerieschule. Im selben Jahr begleitete sie, bereits schwanger, ihren Mann, der in einem Militärgefängnis in Capelongo im damaligen portugiesischen Angola arbeiten musste. Dort wurde ihre erste Tochter geboren.
1913 kehrte Maria Lamas, erneut schwanger, nach Portugal zurück. Mit dem Beginn des Ersten Weltkriegs, dem Scheitern der Ehe und der Versetzung ihres Mannes an die Front in Flandern und Frankreich war sie gezwungen, nach einer Möglichkeit zu suchen, sich und ihre Töchter zu versorgen. Sie zog nach Lissabon und begann mit Hilfe von Virgínia Quaresma, Portugals erster weiblicher Berufsjournalistin, bei der American News Agency zu arbeiten. Sie schrieb auch für portugiesische Zeitungen wie Correio da Manhã. Im Jahr 1920 wurde ihr die Scheidung gewährt und 1921 heiratete sie den Journalisten Alfredo da Cunha Lamas. Das Paar bekam eine Tochter, aber trennte sich jedoch bald nach deren Geburt und ließ sich 1936 offiziell scheiden. Lamas behielt jedoch den Nachnamen ihres zweiten Mannes bei.
Nach ihrer zweiten Ehe begann Lamas, für andere Zeitungen wie O Século und A Capital zu schreiben und veröffentlichte Gedichte (Os Humildes, 1923), Fortsetzungsromane, Romane (Caminho Luminoso, Para Além do Amor, Ilha Verde) und Geschichten für Kinder. Ihre Werke für Frauen waren eher politisch und konzentrierten sich auf die Verbesserung der Rechte der Frauen. Im Jahr 1928 wurde sie auf Einladung des Schriftstellers José Maria Ferreira de Castro eingeladen, die Beilage Modas & Bordados von O Século zu leiten. Ihre Arbeit an dieser Zeitschriftenbeilage, die fast zwei Jahrzehnte andauerte, war erfolgreich, da sie von „Frau zu Frau“ schrieb und die traditionellen und konservativen Normen der Frauen in der portugiesischen Gesellschaft in Frage stellte. 1936 begründete sie auch eine Beilage, Joaninha, für Mädchen. Sie befreundete sich mit anderen portugiesischen Autorinnen, wie Branca de Gonta Colaço. 1936 trat sie dem Conselho Nacional das Mulheres Portuguesas, dem damals die Frauenrechtlerin Adelaide Cabete vorstand.
Sie begann eine Beziehung mit Ferreira de Castro. Sie tauschten zahlreiche Briefe, Postkarten und Telegramme aus, in denen sie Berichte über ihr tägliches Leben, ihre Gedanken und Komplimente über das literarische Werk des anderen austauschten und die erst 1973, im Jahr vor seinem Tod, endeten. Offenbar planten sie, diese nach ihrem Tod zu veröffentlichen. 1930 organisierte Lamas zusammen mit dem Conselho Nacional und O Século eine „Ausstellung alter und moderner Frauenarbeiten literarischer, künstlerischer und wissenschaftlicher Art“, um Arbeiten von Frauen aus ganz Portugal zu präsentieren. Die Ausstellung erregte große Aufmerksamkeit in den Medien und verschaffte ihr auch mehr Aufmerksamkeit im Conselho Nacional, wo sie 1937 zur Präsidentin für Bildung und 1939 zur Präsidentin für Literatur gewählt wurde. Am 7. Februar 1934 wurde sie für ihre Arbeit zugunsten der Frauen mit dem Orden des heiligen Jakob vom Schwert im Range eines Offiziers ausgezeichnet. Ein Jahr später trat sie der Associação Feminina Portuguesa para a Paz (Portugiesische Frauenfriedensvereinigung) bei, wo sie die Feministin und Regierungsgegnerin Virgínia Moura kennenlernte. Von diesem Zeitpunkt an begann sie, ihre Arbeit als „Maria Lamas“ zu signieren, nachdem sie zuvor verschiedene Pseudonyme wie „Serrana d'Ayre“, „Rosa Silvestre“, „Vagna Ina“ und „Armia“ verwendet hatte.

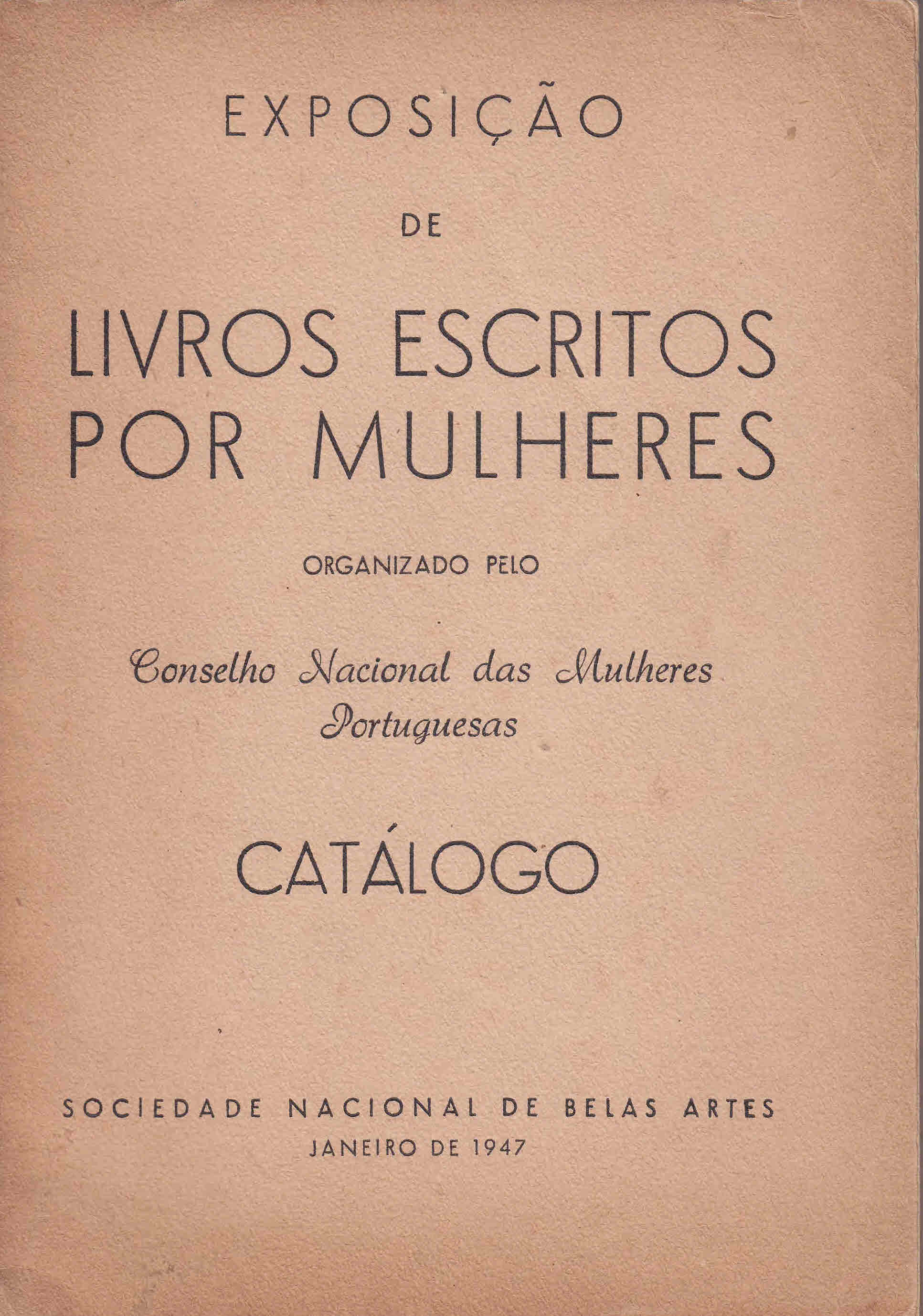
Umschlag des Katalogs der von Lamas organisierten Ausstellung zu von Frauen geschriebenen Büchern (1947)

Im Juli 1945 wurde sie Präsidentin des Verwaltungsrats des  Conselho Nacional das Mulheres Portuguesas, mit dem Versprechen, Alphabetisierungskampagnen im ganzen Land zu fördern. Sie trat von ihrem Posten bei O Século zurück und begann mit einem ihrer wichtigsten literarischen Werke As Mulheres do Meu País („Die Frauen meines Landes“), dem ersten Bericht über die Lebensbedingungen der portugiesischen Frauen überhaupt. Im Jahr 1947 organisierte sie außerdem eine Ausstellung über Bücher, die von Frauen geschrieben wurden, siehe Abbildung. Sie brachte dreitausend Bücher von 1400 Autorinnen aus dreißig Ländern zusammen, die den Großen Saal der Schönen Künste der Universität Lissabon füllten. Bald darauf wurde der Conselho Nacional jedoch von der autoritären Regierung des Estado Novo zu einer verbotenen Organisation erklärt. 1952 veröffentlichte sie das zweibändige Werk A Mulher no Mundo („Die Frau in der Welt“), das eine vergleichende Geschichte des Stands des Feminismus in der ganzen Welt bot und das Ergebnis gründlicher Recherchen war. Sowohl As Mulheres do Meu País als auch A Mulher no Mundo unterlagen der Zensur, was Lamas als äußerst frustrierend empfand. Nach der Nelkenrevolution 1974, die den Estado Novo stürzte, kündigte sie an, ein Buch zu schreiben, in dem sie all die Dinge sagen würde, die sie zuvor nicht hatte sagen können, wozu allerdings kein Manuskript gefunden wurde.
Sie unterstützte 1949 die gescheiterte Präsidentschaftskandidatur von José Norton de Matos. Sie war im Movimento de Unidade Democrática aktiv, die eine Plattform für Gruppen bot, die gegen den Estado Novo waren. Ihre Aktivitäten führten dazu, dass sie mehrmals im Gefängnis von Caxias bei Lissabon inhaftiert wurde (1949, 1953 und 1962). Im Jahr 1949 wurde sie mehrere Monate lang in Isolationshaft gehalten und erkrankte schwer. 1962 war sie es leid, unter der Bedrohung einer Verhaftung zu leben, und reiste nach Paris. Dort lernte sie die Schriftstellerin Marguerite Yourcenar kennen und übersetzte eines ihrer Werke. Sie begann, Aktivitäten zur Unterstützung von portugiesischen Flüchtlingen zu entwickeln, die gegen das Regime opponierten, wie Helena Pato und Stella Piteira Santos, und kehrte erst Ende 1969 nach Portugal zurück.
Nach dem Sturz des Estado Novo im Zuge der Nelkenrevolution trat Lamas am 25. April 1974 offiziell dem Partido Comunista Português bei. Sie erhielt mehrere Ehrungen und wurde Direktorin des Comité Português para a Paz e Cooperação, 1975 Ehrenpräsidentin des Movimento Democrático de Mulheres und 1978 Direktorin der Zeitschrift Mulheres. 1980 erhielt sie den Ordem da Liberdade, 1982 wurde sie vom portugiesischen Parlament geehrt und 1983 erhielt sie die Eugénie-Cotton-Medaille des Internationalen Demokratischen Frauenföderation. Lamas hatte an dem Kongress teilgenommen, auf dem die Föderation 1946 gegründet wurde.
Lamas starb 1983 in Lissabon im Alter von 90 Jahren an einem Herzstillstand. Sie schrieb ihrer Familie: „Mit einem Herzen voller Liebe wollte ich euch nur sagen, dass ich euch sehr liebe und euch für alles danke, was ich euch schulde.“ Sie ist auf dem Cemitério de Benfica in Lissabon begraben.

## Veröffentlichungen (Auswahl)
- Humildes (Gedichte, 1923).
- Diferença de Raças (Roman, 1924).
- O Caminho Luminoso (Roman, 1928).
- Maria Cotovia (Kinderbuch, 1929).
- As Aventuras de Cinco Irmãozinhos (Kinderbuch, 1931).
- A Montanha Maravilhosa (Kinderbuch, 1933).
- A Estrela do Norte (Kinderbuch, 1934).
- Brincos de Cereja (Kinderbuch, 1935).
- Para Além do Amor (Roman, 1935).
- A Ilha Verde (children’s book) (1938).
- O Vale dos Encantos (Kinderbuch, 1942).
- O Caminho Luminoso (Roman, 1942).
- As Mulheres do Meu País (Sachbuch, 1948).
- A Mulher no Mundo (Sachbuch, 1952).
- O Mundo dos Deuses e dos Heróis, Mitologia Geral (Sachbuch, 1961).
- Arquipélago da Madeira (Sachbuch, 1956).